# Blaru (Pati)
Blaru is een bestuurslaag in het regentschap Pati van de provincie Midden-Java, Indonesië. Blaru telt 3148 inwoners (volkstelling 2010).